# Tomer Ginat
Tomer Ginat (Gesher Haziv, 7 de noviembre de 1994) es un baloncestista israelí que pertenece a la plantilla del Hapoel Tel Aviv B.C. de la Ligat ha'Al. Con 2,03 metros de estatura, juega en la posición de ala-pívot.

## Trayectoria deportiva
Hijo de Iris y Eyal, Tomer Ginat comenzó a jugar en las categorías inferiores del Ironi Nahariya, con el que iniciaría su carrera como profesional en 2013.  En 2014, firmó un contrato de dos años con el Ironi Kiryat Ata de la Liga Leumit, la segunda categoría del baloncesto israelí. En su segunda temporada, fue nombrado Jugador Israelí del año de la Liga Leumit. 
El 10 de junio de 2016 firmó un contrato de tres años con el Hapoel Tel Aviv B.C..  En 2017, fue nombrado como Rising Star de la liga, y en su segunda temporada en el equipo fue nombrado dos veces como jugador israelí del mes, acabando la temporada en el segundo mejor equipo de la liga. Lo mismo se repetiría la temporada siguiente, pero esta vez entrando al mejor equipo de la liga israelí.
El 10 de junio de 2020, firmó con los Metropolitans 92 de la Pro A francesa.  En junio de 2022, regresa al Hapoel Tel Aviv B.C., con el que firma un contrato de cinco años. 

## Selección nacional
Ginat es miembro de la selección israelí de baloncesto, con la que debutó el 24 de noviembre de 2017 en un partido de la clasificación europea para el mundial de 2019 contra Estonia. También jugó los clasificatorios para el EuroBasket 2022 y los clasificatorios europeos para el mundial de 2023, donde promedió 10.8 puntos y 6.2 rebotes por partido en 12 partidos. 
También formó parte de las categorías inferiores de la selección, siendo miembro de la selección Sub-20 que participó en la Universiada de 2017, donde quedaron en 6º lugar.